# 波利尼亚德克苏克尔
波利尼亚德克苏克尔，是西班牙巴伦西亚自治区巴伦西亚省的一个市镇。总面积13平方公里，总人口3045人（2001年），人口密度234人/平方公里。